# 179

## Nașteri
- dată necunoscută: Sima Yi general și om politic antic chinez (d. 251)